# أوسكار بير
أوسكار بير (23 أبريل 1928 - 22 ديسمبر 2013)، روائي وكاتب مسرحي وعالم فقه سويسري. كُتبت أعماله باللغتين الرومانشية والألمانية، وتضمنت روايات ملحمية وقصص قصيرة ودراما. كان معروفًا أيضًا بقاموسه اللاديني الألماني.